# 95020 Nencini
95020 Nencini este o planetă minoră (asteroid), cu un diametru de 2,282 km, din centura de asteroizi. A fost descoperită pe 10 ianuarie 2002 la  de Fabrizio Bernardi⁠(d). 
Obiectul prezintă o orbită caracterizată de o semiaxă mare de 2,5840392774886 UAi, o excentricitate de 0,15, o înclinație de 7,3 ° în raport cu ecliptica.